# Crystal Space
Crystal Space es un framework para el desarrollo de aplicaciones 3D escrito en C++ por Jorrit Tyberghein. Fue fundado el 26 de agosto del 1997. Crystal Space se usa típicamente como motor de juego pero el framework es más general y puede ser usado para cualquier tipo de visualización 3D. Crystal Space es muy portable y se ejecuta en Microsoft Windows, Linux, UNIX, y Mac OS X. Crystal Space es software de código abierto, licenciado bajo LGPL.
Puede usar opcionalmente OpenGL (en todas las plataformas), SDL (en todas las plataformas), X11 (Unix o GNU/Linux) y SVGALib (GNU/Linux). También puede usar rutinas de ensamblador usando NASM y MMX.

## Diseño del motor
Crystal Space está programado en C++ usando un diseño orientado a objetos. El programa cliente usa plugins, como el renderizador 3D OpenGL si se registran con el Shared Class Facility (SCF) de Crystal Space.
El tan famoso juego libre de la fundación blender "Yo Frankie!", también fue realizado para correr bajo Crystal Space.